# 국경 없는 교육가회
국경 없는 교육가회(Educators Without Borders, EWB)는 대한민국의 교육자들이 중심이 되어 개발도상국의 교육 발전을 위한 국제연합 MDGs를 비롯한 국제 사회의 교육 발전을 위한 노력에 적극 참여하기 위하여 2007년 5월 15일 설립된 비영리기구이다. 국경없는교육가회는 교육권 확대와 개도국의 교육발전을 통해 전 인류 삶의 질 증진에 기여하고자 하며 특히 이를 위하여 국제 및 한국 사회의 적극적이고 효율적인 지원을 강화하기 위한 제반 활동을 추진하고 있으며, 2018년에 UN 경제사회이사회(ECOSOC)로부터 특별 컨설턴트 지위를 획득하였다.
주요 사업 내용은 다음과 같다.
1. 정부, 지자체, 기업 등과 개도국 교육 지원 사업
2. 개발도상국의 교육 발전을 위한 컨설팅
3. 국제교육개발협력 후속 세대 양성
4. 국제교육협력개발을 위한 연구 활동
5. 세계 어린이 공부 돕기(EWC)